# Je suis le même
„Je suis le même” – drugi singel z albumu Garou. Autorami piosenki są Diane Cadieux i Tino Izzo. Piosenks znalazła się na pierwszym miejscu na quebeckich listach przebojów. Teledysk do utworu został połączony z clipem L’injustice.